# Reiwa
Reiwa (Japans: 令和, uitgesproken als [ɾeːwa] of [ɾeꜜːwa]) is het huidige tijdperk van de officiële kalender van Japan. Het begon op 1 mei 2019, de dag waarop keizer Akihito's oudste zoon, Naruhito, de troon besteeg als 126e keizer van Japan. De dag ervoor deed keizer Akihito afstand van de chrysantentroon, waarmee het einde van het Heisei-tijdperk werd gemarkeerd. Het jaar 2019 komt overeen met Heisei 31 van 1 januari tot en met 30 april, en met Reiwa 1 (令和元年, Reiwa gannen, 'het basisjaar van Reiwa') vanaf 1 mei. Het ministerie van Buitenlandse Zaken van Japan legde de betekenis van Reiwa uit als "prachtige harmonie".

## Achtergrond

### Aankondiging

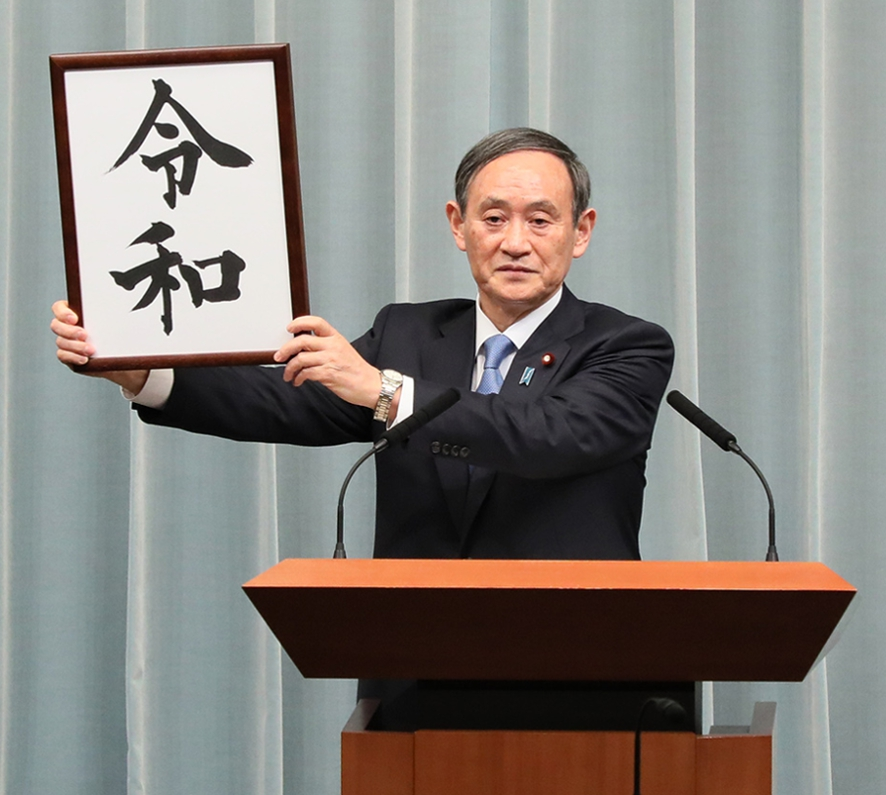
Kabinetschef Yoshihide Suga (later premier) kondigt tijdens een persconferentie aan Japan en de wereld de naam van het nieuwe keizerlijk tijdperk aan

De Japanse regering maakte de naam op 1 april 2019 bekend tijdens een live persconferentie op televisie, toen kabinetschef Yoshihide Suga traditiegetrouw de kanji-kalligrafie op een bord onthulde. Premier Shinzo Abe zei dat Reiwa staat voor "een cultuur die wordt geboren en gekoesterd door mensen die prachtig samenkomen".

### Oorsprong en betekenis

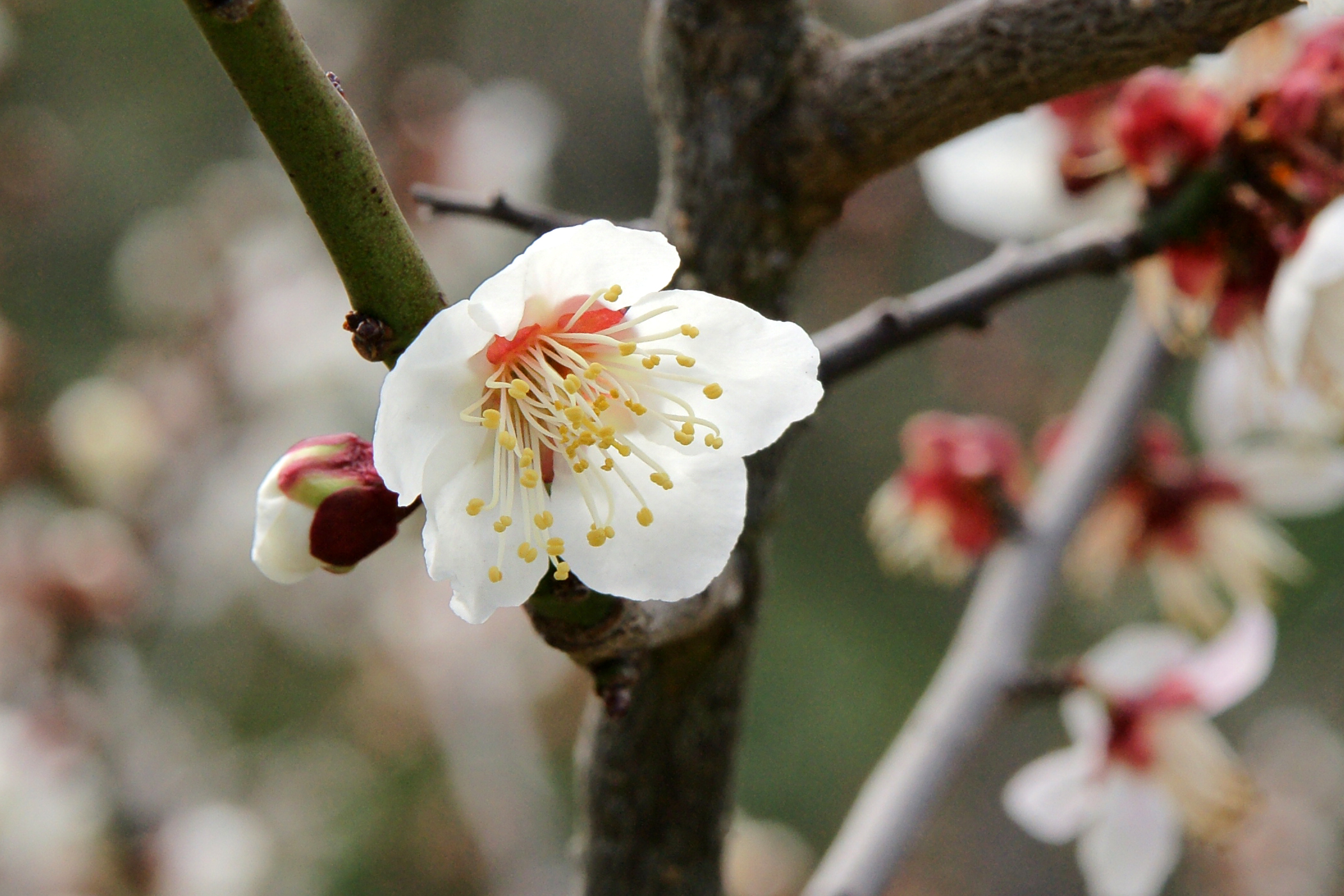
Pruimenbloesems in het zuiden van Japan

De kanji-karakters voor Reiwa komen uit de Man'yōshū, een 8e-eeuwse (Naraperiode) bloemlezing van waka-poëzie. De kotobagaki (hoofdnoot) die is toegevoegd aan een groep van 32 gedichten (815-846) in deel 5 van de collectie, samengesteld ter gelegenheid van een poëtische bijeenkomst om de pruimenbloesems te bekijken, luidt als volgt:
Originele Kanbun-tekst:
于時、初春令月、氣淑風和、梅披鏡前之粉、蘭薫珮後之香。
Klassiek Japanse vertaling (kanbun kundoku):
時に、初春の令月にして、気淑く風和ぎ、梅は鏡前の粉を披き、蘭は珮後の香を薫す。
Toki ni, shoshun no reigetsu ni shite, kiyoku kaze yawaragi, ume wa kyōzen no ko o hiraki, ran wa haigo no kō o kaorasu.
Nederlandse vertaling:
Het was in de nieuwe lente, in een mooie (rei) maand,
Toen de lucht helder was en de wind een zacht (wa) briesje.
Pruimenbloesems bloeiden in het charmante wit van een schoonheid,
En de geur van de orchideeën was diens zoete parfum.
Het Japanse ministerie van Buitenlandse Zaken gaf een Engelstalige interpretatie van Reiwa als "beautiful harmony" ("prachtige harmonie"), om berichten te ontzenuwen dat "Rei" (令) hier wordt vertaald als "commando" of "bevel" – wat de aanzienlijk vaker voorkomende betekenissen van het karakter zijn, vooral in zowel modern Japans als Chinees. Het ministerie van Buitenlandse Zaken voegde eraan toe dat "prachtige harmonie" eerder een uitleg is dan een officiële vertaling of een wettelijk bindende interpretatie.

### Noviteit

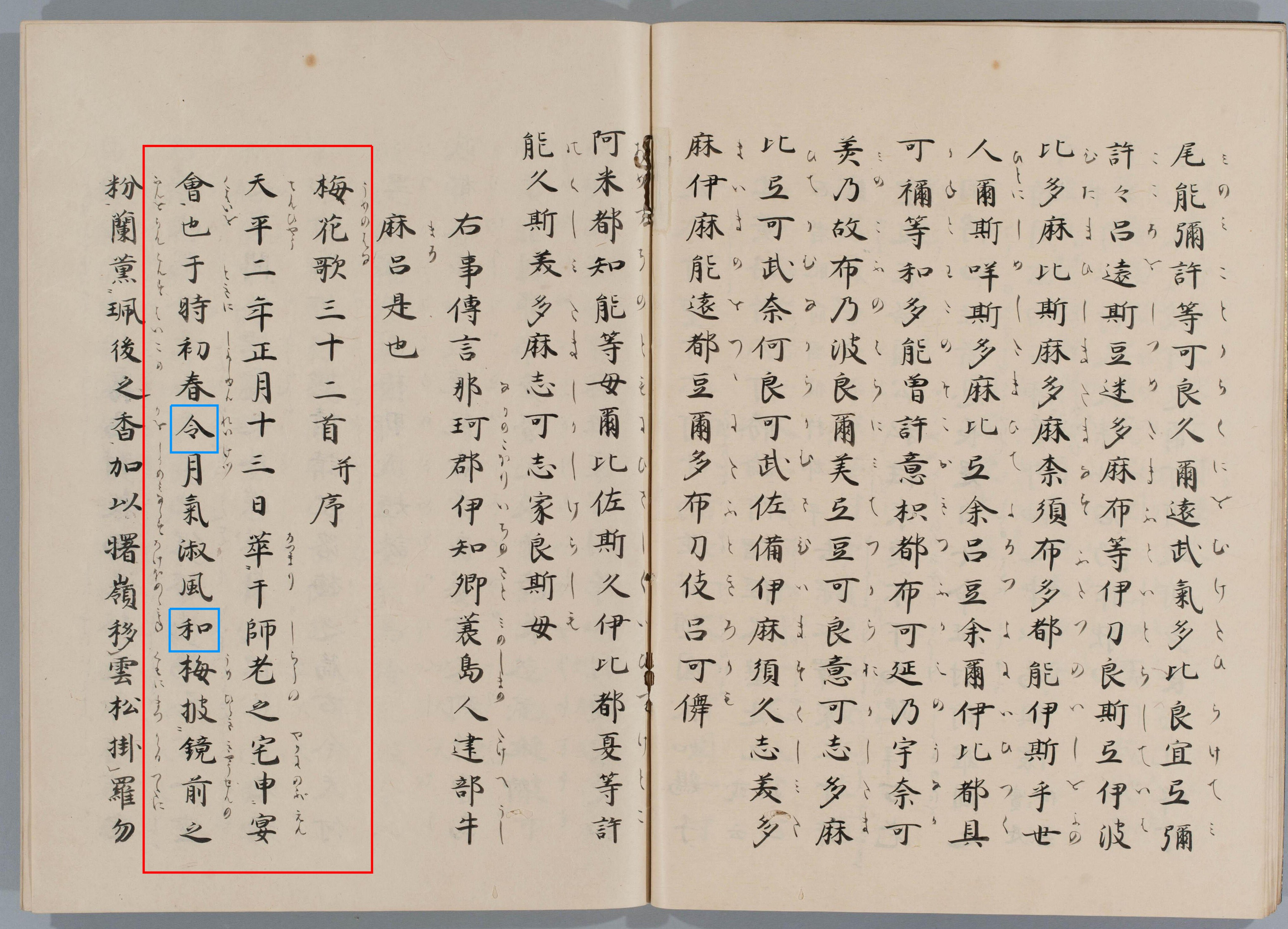
Uittreksel van deel 5 van de Man'yōshū waaruit de kanji-tekens voor "Reiwa" zijn afgeleid

"Reiwa" markeert de eerste naam van een Japanse tijdperk met karakters die uit de Japanse literatuur zijn gehaald in plaats van uit de klassieke Chinese literatuur.
Volgens Masaaki Tatsumi (辰巳正明|辰巳正明), professor Japanse literatuur, en Masaharu Mizukami (水上雅晴|水上雅晴), professor Chinese filosofie echter, geïnterviewd door de Asahi Shimbun kort nadat de aankondiging was gedaan, heeft de uitdrukking een oudere bron in oude Chinese literatuur die teruggaat tot de tweede eeuw na Christus, waarop het gebruik van Man'yōshū naar verluidt is gebaseerd.

## Implementatie

### Valuta
Volgens de Japan Mint zouden alle munten met de naam van het nieuwe tijdperk in oktober 2019 moeten worden uitgebracht. Het zou drie maanden duren om voorbereidingen te treffen, zoals het maken van mallen om tekst of afbeeldingen in te voeren. De Mint gaf prioriteit aan het maken van munten van 100 en 500 yen vanwege hun hoge oplage en circulatie, met een verwachte release tegen eind juli 2019.

### Technologie
Anticiperend op de komst van het nieuwe tijdperk, reserveerde het Unicode Consortium in september 2018 een codepunt (U+32FF ㋿ SQUARE ERA NAME REIWA) voor een nieuwe glyph die halfbrede versies van Reiwa's kanji, 令 en 和, zal combineren, in een enkel karakter. Er bestaan vergelijkbare codepunten voor namen uit eerdere tijdperken, waaronder Shōwa (U+337C ㍼ SQUARE ERA NAME SYOUWA) en Heisei (U+337B ㍻ SQUARE ERA NAME HEISEI). De resulterende nieuwe versie van Unicode, 12.1.0, werd uitgebracht op 7 mei 2019.
De Microsoft Windows-update KB4469068 omvatte ondersteuning voor het nieuwe tijdperk.

## Gebeurtenissen
Op 19 november 2019 werd Shinzo Abe de langstzittende premier van Japan en overtrof hij het vorige record van 2.883 dagen van Katsura Tarō. Abe verbrak ook het record van 2.798 opeenvolgende dagen van Eisaku Satō op 23 augustus 2020. Hij nam in september 2020 om gezondheidsredenen ontslag en werd opgevolgd door Yoshihide Suga.
Begin 2020 begon Japan te lijden onder de COVID-19-pandemie, toen verschillende landen tegen maart 2020 een aanzienlijke toename van het aantal gevallen meldden.
In juni 2020 werd Fugaku uitgeroepen tot de krachtigste supercomputer ter wereld met een prestatie van 415,53 PFLOPS. Fugaku stond ook op de eerste plaats in de prestaties van computationele methoden voor industrieel gebruik, kunstmatige-intelligentietoepassingen en big data-analyse. Het is mede ontwikkeld door het onderzoeksinstituut RIKEN en Fujitsu.
Ondanks COVID gingen de Olympische Spelen in Tokio door in de zomer van 2021, een jaar later dan oorspronkelijk gepland.
In september 2021 kondigde Suga aan dat hij niet zou deelnemen aan de leiderschapsverkiezing van de Liberaal-Democratische Partij (LDP), waarmee hij in feite een einde maakte aan zijn ambtstermijn als premier. Hij werd opgevolgd door Fumio Kishida die op 4 oktober 2021 aantrad als premier. Kishida werd een week eerder gekozen tot leider van de regerende LDP. Hij werd officieel bevestigd als de 100e premier van het land na een parlementaire stemming.
In maart 2022 kwamen bij een sterke aardbeving op zee nabij Fukushima vier mensen om het leven, raakten honderden gewond en werd de Shinkansen-lijn in Tohoku beschadigd.
In juli 2022 werd de voormalige premier Shinzo Abe vermoord door Tetsuya Yamagami in Nara. Ter vergelijking: Japan had tussen 2017 en 2021 slechts 10 doden door vuurwapens en 1 dodelijke schietpartij in 2021.

## Conversietabel
Om een Gregoriaans kalenderjaar vanaf 2019 om te rekenen naar een Japans kalenderjaar in het Reiwa-tijdperk, trek je 2018 af van het jaar in kwestie.
| Reiwa | 1     | 2    | 3     | 4      | … |
| Reiwa | l     | II   | III   | IV     | … |
| ----- | ----- | ---- | ----- | ------ | - |
| AD    | 2019  | 2020 | 2021  | 2022   | … |
| AD    | MMXIX | MMXX | MMXXI | MMXXII | … |